# Oudsbergen
Oudsbergen ist in die Kempen eine auf den 1. Januar 2019 entstandene belgische Gemeinde in der Region Flandern mit 23.875 Einwohnern (Stand 1. Januar 2024). Sie entstand aus der Fusion der ehemaligen Gemeinden Meeuwen-Gruitrode und Opglabbeek.